# ألين ك. فاولر
ألين ك. فاولر (بالإنجليزية: Allen C. Fuller)‏ هو قاضي ومحامي وسياسي أمريكي، ولد في 1822، وتوفي في 6 ديسمبر 1901.